# Avenue Thiers (Le Raincy)
Pour les articles homonymes, voir Avenue Thiers.
L'avenue Thiers est une voie de communication située au Raincy. Elle suit le tracé de la route départementale 117.

## Situation et accès

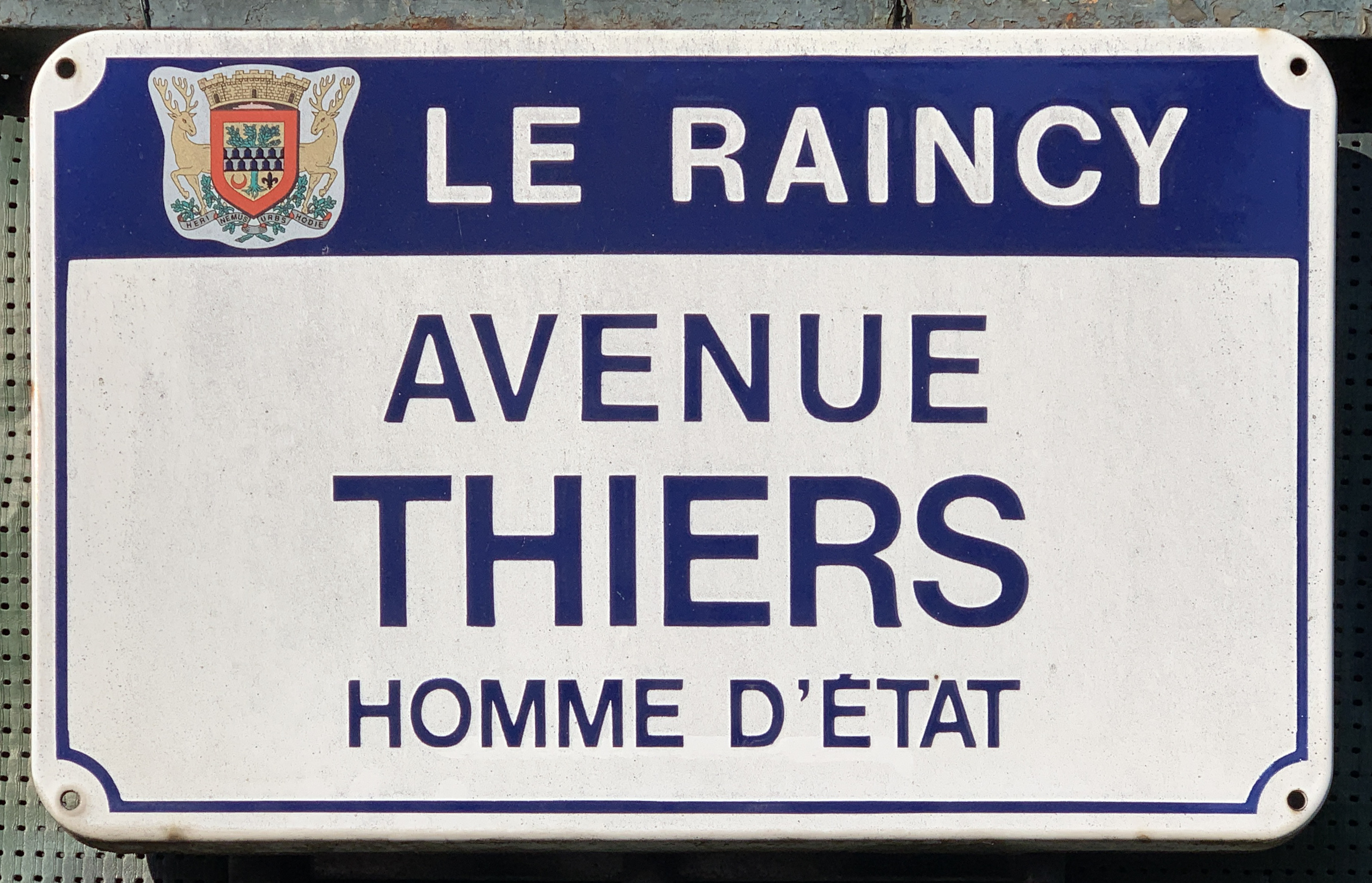
Plaque Avenue Thiers - Le Raincy.

Commençant à la ligne 4 du tramway d'Île-de-France, dite ligne des Coquetiers qui marque l'entrée dans la ville des Pavillons-sous-Bois, l'avenue Thiers rencontre tout d'abord le carrefour du boulevard de l'Ouest et du boulevard du Nord. Il traverse ensuite le rond-point Thiers, où convergent l'avenue de Livry et l'avenue de la Résistance.
Laissant l'allée de l'Église sur sa gauche, il se termine au rond-point de Montfermeil, anciennement porte de Chelles.
Cette avenue est desservie à l'ouest par la gare des Pavillons-sous-Bois.

## Origine du nom
Cette avenue a été nommée en hommage à l'avocat, journaliste et historien Adolphe Thiers (1797-1877).

## Historique
Cette avenue, prolongée par l'avenue Jean-Jaurès aux Pavillons-sous-Bois d'une part, et l'avenue de la Résistance d'autre part, forment les deux axes principaux du château du Raincy édifié au XVIIe siècle par Jacques Bordier, intendant des finances du roi Louis XIII.

## Bâtiments remarquables et lieux de mémoire
- Sous-préfecture du Raincy[2].
- À l'angle du boulevard du Nord[3], l'école Tebrotzassère, école franco-arménienne fondée le 1er mai 1879 à Constantinople, et installée à cette adresse en 1928, dans l’ancienne ferronnerie du roi Louis-Philippe[4].